# 上海外国语大学实验学校
上海外国语大学实验学校（简称：上外实验学校 英语： Shanghai Foreign Language Experiment School Of SISU) 是由上海外国语大学的倡议下并通过李铁海，姚康达的投资所建立起的一所12年一贯制的寄宿制学校，该校与上海外国语大学附属外国语学校和附属外国语小学有着紧密的教育教学联系。学校校长由上外附中的领导担任，并与上外附中形成师资共享。但学校最终因为招生，师资等诸多方面的困难，在2011年被嘉定区教育局收购。